# Pahomie Morar

Episcopul Pahomie Morar.

Pahomie Morar (n. 1936, județul Alba – d. 24 mai 2006, Mănăstirea Cucova, județul Bacău) a fost un cleric ortodox de stil vechi din România, care a îndeplinit funcția de episcop-vicar al Bisericii Ortodoxe de Stil Vechi din România (1988-2006).

## Biografie
Pahomie Morar s-a născut în anul 1936 într-un sat din județul Alba, aflat în apropiere de orașul Alba Iulia, primind la botez numele de Ioan Morar. Ardelean prin naștere, el se trăgea din oameni simpli, dar credincioși.
În anul 1950, pe când avea numai 14 ani, a intrat ca frate la Mânăstirea Râmeț (județul Alba), care-l avea ca stareț pe fostul călugăr atonit, ieromonahul Evloghie Oța. "Așa mi-am dorit. Probabil că Dumnezeu alege persoanele care trebuie să fie în biserică, să-l slujească și să-i fie aproape. De mici îi cheamă și-i pune la locul unde nu merită, doar bunătatea lui Dumnezeu rânduiește după cum voiește" , își amintea PS Pahomie.
În primăvara anului 1953, starețul Evloghie Oța și toți călugării de la Mânăstirea Râmeț (raionul Aiud), de la cele două paraclise din Teiuș și Tețu, precum și credincioșii din alte 7 localități învecinate, au trecut la credința ortodoxă după calendarul iulian (existentă în România până în anul 1924 când Biserica Ortodoxă Română a început folosirea în biserică a calendarului gregorian). Deoarece Mânăstirea Râmeț se afla sub jurisdicția Episcopiei Clujului și a Mitropoliei Ardealului (cu reședința la Sibiu), starețul Evloghie a cerut, motivat, recunoașterea acestei reveniri, dar răspunsul a fost negativ. În consecință, el a înaintat un memoriu la Procuratura Generală la București, dar aceasta și-a declinat competența și a înaintat memoriul din nou la Mitropolia de la Sibiu.
Ca urmare a faptului că această problemă lua o amploare deosebită și tindea să se extindă și în alte localități și la alte mănăstiri, Episcopia Clujului și Mitropolia Ardealului au început o campanie de lămurire a oamenilor, prin care căutau să-i convingă că greșiseră și să le ceară să renunțe la schismă. Deoarece aceste lămuriri erau dublate și de amenințări, o parte din călugări și credincioși au renunțat de teamă la decizia luată. Dar starețul Evloghie Oța, urmat de ucenicul său Pahomie Morar și de alți monahi au refuzat să revină asupra deciziei și prin urmare au fost denunțați organelor de Miliție și Securitate.
În anul 1955, organele de securitate au procedat la arestarea starețului, a monahului Pahomie și a altor 5 călugări. Pentru a-i impresiona și pe alții care ar fi dorit să li se alăture, monahii arestați au fost scoși din mânăstire sub o escortă puternică, amenințați cu armele, parcurgând pe jos drumul de 3 km până la Primăria din Râmeț, pentru a fi văzuți de localnici. Ajunși la Primărie, au fost urcați într-o dubă și transportați la Aiud, unde au fost închiși în arestul Miliției. Anchetarea lor a început a doua zi, insistându-se pentru revenirea la calendarul gregorian. În urma refuzului monahilor, după 5 zile, Procuratura a emis un mandat de arestare preventivă și i-au transportat la Penitenciarul din Turda.
Monahii au fost eliberați după alte 3 luni de zile, dar li s-a impus domiciliul obligatoriu în comuna Râmeț, unde mânăstirea fusese desființată, iar călugării mutați în alte părți. Ulterior, până la proces, au fost transferați la Mănăstirea Turnu (județul Vâlcea), cu scopul de a-i intimida pe credincioși. În urma procesului, starețul Evloghie a fost condamnat la 1 an închisoare corecțională, iar monahul Pahomie Morar la 6 luni cu suspendare, pe care le-au executat însă în Penitenciarul Turda și Aiud, după recursul făcut de Procuratură.
Eliberat din închisoare, după un an de zile, s-a dus în apropiere de București, unde fusese înființată o mănăstire pe stil vechi la Copăceni. Monahul Pahomie Morar a fost hirotonit ierodiacon și ieromonah în anul 1955 de către mitropolitul Galaction Cordun, care trecuse în același an la Biserica Ortodoxă de Stil Vechi din România.

## Prigoana suferită
Ieromonahul Pahomie a fost arestat de mai multe ori în perioada 1956-1963 pentru slujire ilegală și port ilegal de uniformă, câte șase luni, opt luni, un an, un an și jumătate, ultima oară fiind eliberat în anul 1963. La modul cumulat, a execuata 5 ani de închisoare cu întreruperi.
În decembrie 1956, după revolta anticomunistă din Ungaria, înăbușită de tancurile sovietice, ieromonahul Pahomie, însoțit de ierodiaconul Paisie Urdă, a plecat să slujească de hramul Sf. Ierarh Nicolae la una din bisericile din județul Alba. În drum spre Mănăstirea Râmeț, cei doi  au fost reținuți și duși la sediul Securității din Alba Iulia. Acolo au fost anchetați timp de câteva ore, apoi în cursul acelei nopți au fost duși la Aiud. Interogatoriul a fost reluat a  doua zi, iar călugării au declarat greva foamei, pentru că se considerau nevinovați.
După cum a relatat ulterior PS Pahomie, după 5 zile de anchetă, a avut o vedenie noaptea în celulă în care i s-a arătat Sf. Mc. Ciprian care l-a întrebat "Frate, de ce ești arestat și de ce ești așa de supărat?”  Mărturisindu-i faptul că motivul supărării este faptul că a fost reținut pe nedrept, Sf. Mc. Ciprian i-a spus să facă rugăciune la el și vor pleca acasă. Pahomie a reușit cu multă greutate să le comunice și celorlalți visul său și au căzut cu toții de acord să petreacă toată noaptea în rugăciune . A doua zi dimineața au fost duși din nou la anchetă, au semnat procesele verbale de interogatoriu, apoi au fost duși la procuratură, unde după ce li s-au studiat dosarul, au fost puși în libertate.
Plecați din Aiud, ei s-au înapoiat la București unde au oficiat slujba de Botezul Domnului la mănăstirea pe stil vechi din apropierea Bucureștilor, unde viețuia episcopul Evloghie Oța. Auzind cele petrecute acolo, Patriarhia Română a informat Securitatea și astfel cei doi au fost arestați din nou, iar P.S. Evloghie s-a ascuns. Cei doi monahi au fost transportați din nou la Aiud în ianuarie 1957, fiind condamnați ulterior la 8 luni de închisoare.

## Ctitor al Mănăstirii Cucova
Ieromonahul Pahomie Morar a venit în satul Cucova, comuna Valea Seacă (județul Bacău) în anul 1956, împreună cu alți doi călugări (menționăm pe părintele Antonie Clapon) cu scopul de a ridica o mânăstire pe locul celei dărâmate de autorități în anul 1935. Era o decizie luată de comun acord cu conducerea Bisericii care dorea, deși știa că este dificil, renașterea vieții monahale în această parte a țării. Datorită evenimentelor din anii 1934-1935 și ținând seama de modul în care privea religia regimul totalitar comunist, era de așteptat o împotrivire din partea preoților de stil nou, sprijiniți acum de alte forțe de reprimare și organe administrative cu o concepție ateistă.
Simpla prezență a grupului de călugări la Cucova a atras atenția autorităților. Construirea bisericii pe fostul loc al Mânăstirii nu se putea face fără aprobarea organelor locale, care trebuiau să emită o autorizație de construcție pentru biserică, în condițiile în care regimul oficial propovăduia ateismul.
După mai multe insistențe, s-a obținut de la C.A.P.-ul din localitate terenul pe care fusese construită mânăstirea (transformat la acel moment într-o livadă). Din cauza prigoanei ateiste, călugării au cerut Consiliului Popular și au obținut autorizație pentru construirea unei case cu două camere (unde se dorea amenajarea unui paraclis), și nu a unei biserici. Cu toate acestea, la intervenția preoților de stil nou din împrejurimi care-i calificau pe călugări drept "elemente antisociale", autorizația le-a fost suspendată, dar temelia casei fusese turnată deja.
După finalizarea procesului de colectivizare în anul 1962, s-a obținut pentru a treia oară autorizația de construcție. Atunci, călugării au început să construiască un mic paraclis și câteva chilii, reușind să le termine în numai două luni. Pentru a înșela vigilența autorităților, trapeza era folosită în chip de ciupercărie, iar călugării munceau la colectiv, în zootehnie și viticultură pentru a nu fi alungați din localitate. Până la urmă, aprobarea s-a obținut și s-a construit în numai două luni căsuța la care au fost adăugate cu timpul alte dependințe. Ca să nu dea de gândit autorităților, trapeza era folosită în chip de ciupercărie, iar călugării munceau la colectiv, în zootehnie și viticultură pentru a nu fi alungați din localitate. Progresele acestea, deși mici, au atras însă mânia organelor de represiune.
„Mult timp am fost amenințați să stricăm ce-am construit. Veneau zile la rând să ne spună același lucru și, pentru că nu ne lăsam impresionați de amenințări, într-o bună zi au venit de la Bacău vreo zece astfel de indivizi, care ne-au întrebat același lucru, de ce nu demolăm. Răspunsul nostru a fost același: „Noi nu demolăm ce am construit. Veniți dumneavoastră s-o faceți, că aveți toate puterile“. „Pentru că nu ne-ați înțeles și nu ați demolat, o să vă dăm o amendă de trei mii de lei, pe care trebuie s-o plătiți“. Între timp, au ieșit afară la o țigară. Unul dintre ei, mai bun la suflet, ne-a spus: „Părinte, ziceți că plătiți pentru că chitanța pe care vă vor da-o ține loc de autorizație“. Când ne-am dus la primărie, a doua zi dimineața, secretarul zice: „Lasă, părinte, facem noi să nu mai plătiți“. În felul acesta, am scăpat .”—Pahomie Morar
Ulterior, în anul 1970 s-a intentat un proces pentru ieromonahul Pahomie și ucenicul său, Teodosie. Au fost condamnați la un an de închisoare, dar în timp ce se desfășura recursul, a intervenit o grațiere și s-a anulat executarea pedepsei. Odată cu trecerea timpului, în anul 1967, în interiorul casei s-a amenajat un paraclis înzestrat cu toate cele necesare, apoi în 1972 s-a construit și un turn mic pe care s-a pus și o cruce, semn că acolo era lăcaș de închinăciune.
Odată cu întemeierea vieții de obște și cu construirea de noi dependințe, autoritățile vremii au reluat amenințările de expulzare a călugărilor și de demolare a construcțiilor. În total, au fost emise trei decizii de demolare, dintre care numai una a fost pusă în practică prin demolarea unor anexe. Persecuțiile au continuat până la căderea regimului comunist în decembrie 1989.

## Episcop de stil vechi
Timp de 50 ani (1956-2006), arhimandritul și apoi episcopul Pahomie Morar a fost stareț al Mănăstirii "Sf. Treime" din satul Cucova, comuna Valea Seacă (județul Bacău), pe care a construit-o din temelie. În prezent, în această Mănăstire viețuiesc 44 de călugări.
În anul 1992, Arhimandritul Pahomie Morar a fost hirotonit ca Episcop-Vicar al Mitropoliei Ortodoxe de Stil Vechi din România, cu titulatura de "Vrânceanul", menținându-și reședința la Mănăstirea "Sf. Treime" din satul Cucova (jud. Bacău). Pentru a-l ajuta în activitatea sa, Sinodul Mitropoliei de la Mănăstirea Slătioara i-a hirotonit întru arhierei pe doi ucenici ai săi mai tineri, PS Teodosie Scutaru Brașoveanul (în 1995) și PS Antonie Tătaru Ploieșteanul (în 2004), care viețuiau la aceeași Mănăstire.
În afară de Mănăstirea de la Cucova, PS Pahomie a construit încă trei mănăstiri, două de maici și una de călugări: "Sfinții Voievozi" din Bolotești, "Sfintele Mironosițe" din Caregna (Păunești) și "Sfinții Voievozi" din Adjud. Creștinii de stil vechi trăiesc în mai multe localități din județ, însă nu au reușit să se organizeze, oficial, într-o unitate administrativă la nivel județean.
După cum își expunea planurile PS Pahomie, urma să se constituie o Episcopie de Vrancea, cu reședința la Adjud, precum și un protopopiat la Focșani. "Doresc credincioșilor să-și țină tradițiile și credința, pentru că temelia neamului românesc este credința. Cu ajutorul lui Dumnezeu, în curând vom avea și sediu oficial pentru Biserica noastră în Vrancea" , afirma în ianuarie 2006 PS Pahomie Vrânceanul.
Episcopul Pahomie nu a mai apucat să-și vadă realizate planurile, fiind bolnav deja de un cancer incurabil. PS Pahomie a trecut la cele veșnice la data de 11/24 mai 2006, după o lungă suferință. Ceremonia sa funerară a fost celebrată la Mănăstirea "Sf. Treime" din Cucova (jud. Bacău) la 15/28 mai 2006, de către toți ierarhii Bisericii Ortodoxe de Stil Vechi din România în frunte cu mitropolitul Vlasie Mogârzan, asistat de 50 de preoți și diaconi. Au mai participat ca invitați de peste hotare episcopul Ambrozie de Methoni (reprezentant al mitropolitului Cyprian de Oropos și Fili, președintele Sinodului Grec) și doi preoți din cadrul Eparhiei Ortodoxe de Stil Vechi din Bulgaria (ca reprezentanți ai PS episcop Photios de Triaditza).

## Opinia sa cu privire la cauza relelor
„Cauza principală (a relelor - n.n.) este beția. Cam toate crimele din această perioada s-au făcut de oameni care au băut. De aici au urmat curvia și celelalte păcate. Însă n-a venit diavolul să-i îndemne să facă crima, ci i-a îndemnat să meargă să bea, apoi a râs de ei. (...) Astăzi pacatul este pe pământ ca la Sodoma și Gomora, de aceea ne așteaptă o mare pedeapsă. Săvârșim păcate mari și înfricoșătoare, iar Dumnezeu nu poate să le mai suporte. Și gripa aviară, și inundațiile, și celelalte boli și rele care apar sunt din cauza păcatelor. Televizorul este astăzi undița vrăjmașului. Daca trimiți astăzi un creștin să facă un paraclis, spune că nu are timp, că e ocupat, dar la televizor stă ore întregi. Problema cea mai gravă este că tineretul este foarte derutat. Am citit de curând un sondaj făcut printre infractori. Erau întrebați unde-au învățat să facă faptele pe care le-au comis. Majoritatea răspundeau că la televizor. Deci televizorul ne spurcă mintea, sufletul și inima..”—Pahomie Morar